# Tuxedo Gin
Tuxedo Gin (タキシード銀?, Gin Takashiido) è un manga di Tokihiko Matsuura. Pubblicato in 15 volumi usciti dal 1997 al 2000.

## Trama
Ginji Kusanagi, un giovane studente del liceo e pugile, muore in un incidente motociclistico il giorno del primo appuntamento con la ragazza dei suoi sogni, Minako Sasebo. L'anima di Ginji incontra un angelo che a causa di un errore celeste può ricongiungersi con Minako, ma in cambio egli dovrà reincarnarsi in un animale a scelta finché non avrà terminato la sua vita naturale. Solo così Ginji potrà ritornare umano. Ginji (ricordandosi che gli animali preferiti di Minako sono i pinguini) decide di reincarnarsi in un pinguino dell'acquario di Tokyo. 
Ginji così si reincarna in un pinguino appena nato dell'acquario di Tokyo e poco dopo scappa fino al porto, dove viene trovato da Minako che decide di portarlo a casa e chiamarlo Gin-chan. Per tutta la serie, Ginji cercherà di proteggere Minako dagli altri ragazzi che vogliono uscire con lei o che vogliono maltrattarla.

## Il manga
Le diverse trame della serie rendono il manga una commedia romantica, i disegni sono tracciati con linee pulite e chiare.

## Pubblicazione in Italia
- La Kabuki Publishing, in Italia, ha stampato  nel 2002 il primo volume dei 15 previsti, dopodiché la serie è stata interrotta. Nel 2004 doveva essere nuovamente pubblicato dalla medesima casa editrice con il nome "Ginji in Love", ma tale riedizione non ha mai avuto luogo. Ad oggi nessuna casa editrice italiana ha pubblicato la serie.

## Trasportazione cinematografica live action
Nell'estate del 2011, la Walt Disney Pictures e la Viz Pictures hanno deciso di sviluppare in coppia un film in live action su Tuxedo Gin con il titolo di Tux.